# Stanisław Amendt
Stanisław Amendt (ur. 1546(?) zm. w 1624 lub 1624 roku) – olbornik i rajca olkuski w latach 1609–1619.
Prawdopodobnie pochodził z rodziny o korzeniach włoskich.  Zajmował się handlem ołowiem, co przynosiło mu duże zyski. Był fundatorem jednej z kaplic przy kościele św. Andrzeja w Olkuszu. W młodości podróżował po Europie i Bliskim Wschodzie; był m.in. wysłannikiem cesarza Maksymiliana II do Stambułu.